# Pierre Laurent Jean-Baptiste David
Pour les articles homonymes, voir Pierre David et David.
Pierre Laurent Jean-Baptiste Étienne David est un homme politique français né le 7 janvier 1772 à Falaise et mort le 21 juin 1846 à Paris.
Consul à Naples et à Smyrne (où il accueillit Louis-François-Sébastien Fauvel pendant la guerre d'indépendance grecque), il écrit aussi plusieurs recueils de poésies. Il est député du Calvados de 1842 à 1846, siégeant dans la majorité soutenant la Monarchie de Juillet.
Il est inhumé au cimetière du Père-Lachaise (26e division).

## Sources
- « Pierre Laurent Jean-Baptiste David », dans Adolphe Robert et Gaston Cougny, Dictionnaire des parlementaires français, Edgar Bourloton, 1889-1891 [détail de l’édition]